# Чхартишвили, Шалва Ноевич
Шалва Ноевич Чхартишвили (груз. შალვა ნოეს ძე ჩხარტიშვილი; 1910—1978) — грузинский советский психолог. Доктор психологических наук (1955), профессор (1957).
Заслуженный деятель науки Грузинской ССР, лауреат Государственной премии Грузинской ССР имени Я. Гогебашвили.

## Биография
Выпускник психологического факультета Кутаисского педагогического института. В 1955—1957 годах — заведующий кафедрой педагогической психологии и проректор Кутаисского педагогического института. Диссертацию доктора психологических наук по теме «Проблема мотива волевого поведения» защитил в 1955 году. В 1958—1978 годах возглавлял отдел педагогической психологии Института психологии имени Д. Н. Узнадзе АН Грузинской ССР.
Основные научные труды в области педагогической психологии, волевого поведения, экспериментальных методов исследования выдержки у детей.

## Монографии
- Проблема мотива волевого поведения. Тбилиси: Мецниереба, 1958. — 216 с.
- Проблема бессознательного в советской психологии. Тбилиси: Мецниереба, 1966. — 64 с.
- Некоторые спорные проблемы психологии установки. Тбилиси: Мецниереба, 1971. — 274 с.
- Социальная психология воспитания. Тбилиси: Мецниереба, 1974.
- Некоторые вопросы психологии и педагогики социогенных потребностей. Институт психологии им. Д. Н. Узнадзе АН ГССР. Тбилиси: Мецниереба, 1974.
- Бессознательное: Природа, функции, методы исследования. Т. 1. К вопросу об онтологической природе бессознательного (с А. С. Прангишвили и А. Е. Шерозия). Тбилиси : Мецниереба, 1978. — 786 с.
- Проблемы формирования социогенных потребностей. Институт психологии им. Д. Н. Узнадзе АН ГССР. Тбилиси: Мецниереба, 1981.